# Alba (Burgos)
Alba es un despoblado situado en la provincia de Burgos, comunidad autónoma de Castilla y León (España), comarca de Montes de Oca, partido judicial de Burgos, ayuntamiento de Villafranca Montes de Oca.

## Situación y accesos
Las ruinas de lo que un día fue Alba se encuentran en el borde oriental de los Montes de Oca, a orillas del pantano que recibe el nombre de presa de Alba. 

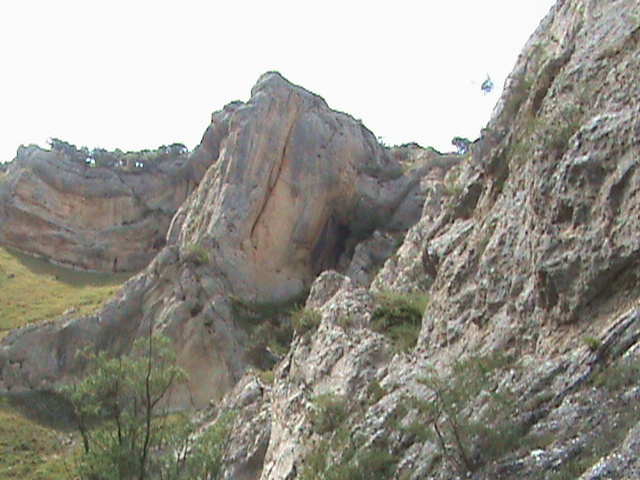
Cueva de los Moros, desfiladero del río Oca.

Se accede por la carretera N-120 de Logroño a Vigo. Al llegar a Villafranca es necesario seguir el curso del río Oca a través de un estrecho desfiladero, que al llegar a la ermita de Nuestra Señora de Oca comienza a hacerse sumamente angosto.
También es posible llegar por la carretera BU-811 que transcurre entre Burgos y Pradoluengo vía Villamudria y cruzando también el despoblado de Ahedillo.
- Coordenadas: 42°21'53"N 3°19'1"W

## Modo de vida
Sus escasos habitantes, cuyo mayor número nunca sobrepasó la docena, se dedicaban al pastoreo de rebaños de ovejas y a la recolección del cereal y de alguna patata. También se recurría a la caza de forma habitual. 

## Historia
Tras la caída del Antiguo Régimen se integró en el municipio de Ahedillo, en el Partido de Burgos, perteneciente a la región de Castilla la Vieja. Posteriormente se incorporó a su actual municipio. Con la construcción del pantano, el pueblo quedó definitivamente anegado.
En realidad esta localidad no ha sido anegada, sino que quedó despoblada hace varios años. La cota máxima del pantano de Alba, nunca llega a lo que fue el pueblo, por tanto no ha sido anegado. Aún se puede contemplar el lavadero en el que  se describe que su uso estaba prohibido a los hombres, según un escrito sobre el propio lavadero dejado por Jesús Solorzano el día 6 de septiembre de 1931.

## Últimos pobladores
De Alba procede los Solórzano, entre ellos, los hermanos Juliana y Enrique. Los últimos vecinos fueron Roque Rubio y Victorina Gutiérrez, con sus cinco hijos. Al fallecer Roque, su esposa e hijos resistieron algún tiempo, hasta que en 1956 se trasladaron a Villafranca.